# シドニー・スーパードーム
シドニー・スーパードーム（Sydney SuperDome）はオーストラリアのシドニー・オリンピック公園内にある屋内競技場。2011年まで台湾のエイサーが命名権を取得しエイサー・アリーナの名称であったが、2011年9月にオーストラリアの携帯電話販売業者のオールフォーンズが命名権を取得し、オールフォーンズ・アリーナ（Allphones Arena）となっていた。施工は日本の大林組が担当した。2016年4月に契約が切れた後はクードス銀行（旧カンタス信用組合）が取得し、現在はクードス・バンク・アリーナ（Qudos Bank Arena）となっている。

## 概要
2000年シドニーオリンピック開催を控えた1999年に完成。五輪ではバスケットボールと体操競技、トランポリン会場として使用された。
バスケットボールのシドニー・キングスとネットボールのNSWスウィフツの本拠地にも使用され、また、スーパークロス、ヒルソング・カンファレンス、ARIAミュージック・アワードなどのイベントが開催されている。2015年にはINFネットボールワールドカップが開催された。